# Yogui

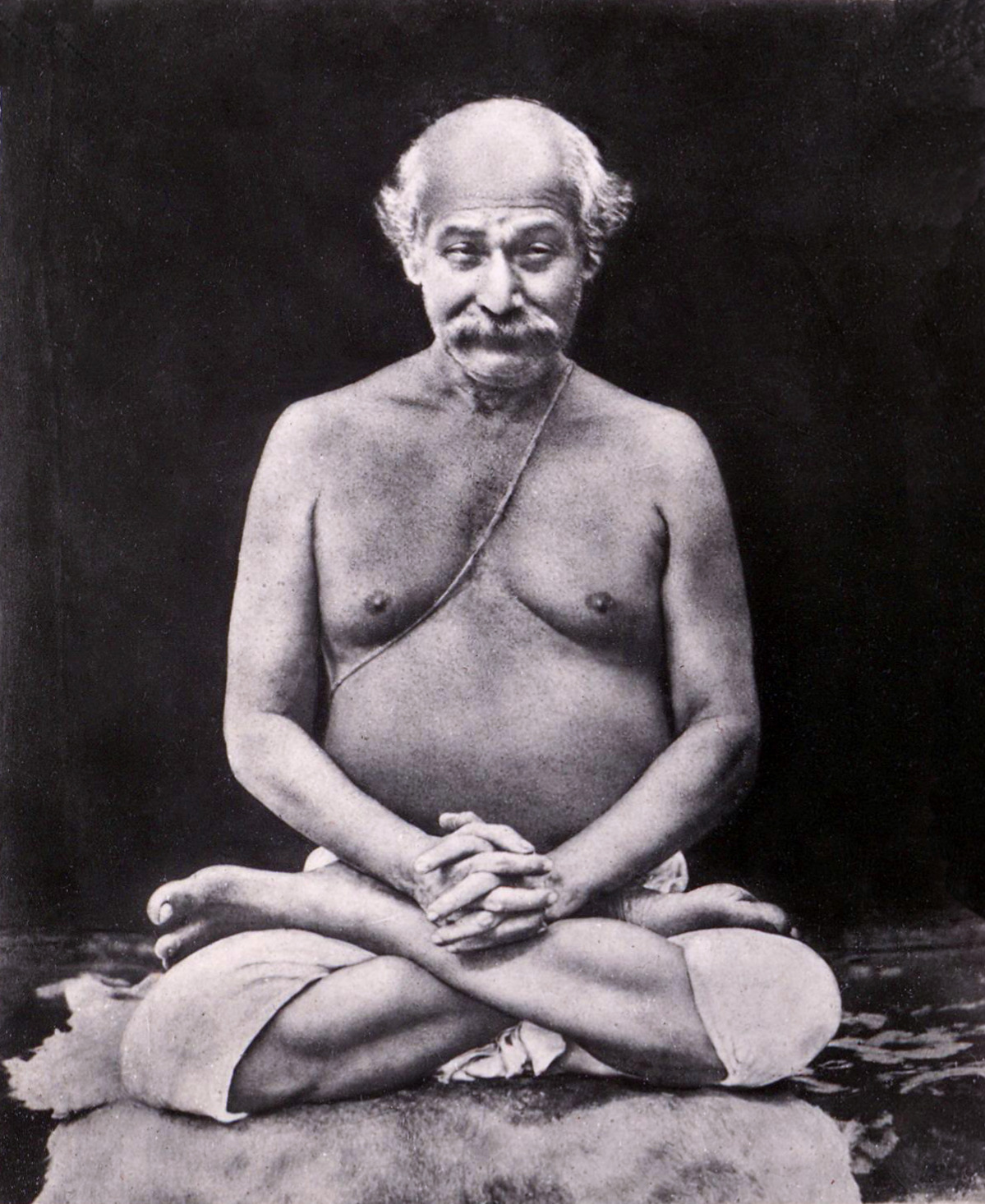
Fotografía del yogui Lajiri Mahashaia (1828-1895).

Un yogui (/iógui/) es un practicante de yoga.
Esta designación se reserva generalmente para practicantes avanzados e informados.
En sánscrito, yogī (o también yogin) se refiere exclusivamente a un varón; en la actualidad se ha creado el neologismo y retrónimo sánscrito yogīnī (/ioguíni/) para la practicante mujer.

## Yoguis notables
- Patañjali (siglo III a. C.), escribió el texto sánscrito Yoga sutra, que sentó las bases del yoga.
- Ramakrishna (1836-1886), un bhakti que trajo un renacer al yoga en India. Devoto de la diosa Kali y maestro del Advaita Vedanta, predicó que «todas las religiones llevan al mismo objetivo». Sus discípulos adoraban a su esposa, Sarada Devi, como la reencarnación de la divina Madre Kali.
- Swami Vivekananda (1863-1902), discípulo de Ramakrishna, es conocido por introducir la doctrina del yoga en Occidente, así como un revigorizante hinduismo en un contexto contemporáneo durante los problemas de libertad en India.
- Sri Aurobindo (1872-1950) y Mirra Alfassa (1878-1973), tradujo escrituras yóguicas, tales como los Upanishad y el Bhagavad-gītā. Su poema épico Savitri: una leyenda y un símbolo es un tesoro de la literatura yógica hindú, y uno de los más largos poemas escritos en inglés. También fundó un Áshram (monasterio) en Puducherry, que continúa propagando la práctica del «yoga integral», que constituye la síntesis efectuada por Sri Aurobindo de los cuatro principales yogas (karma, Jñāna yoga, Bhakti y Raya yoga).
- Swami Sivananda (1887-1963), fundador de la Divine Life Society, vivió la mayor parte de su vida en Rishikesh (India), después de servir como médico en Bangladés. Creía que la enfermedad era un problema del alma y vio la cura en la práctica del yoga. Escribió 300 libros sobre yoga, religión, espiritualismo, hinduismo, moral, higiene y salud. Fue un pionero en traer el yoga a Occidente. Su lema era: «Sirve. Ama. Regala. Medita. Purifica. Realiza». Uno de sus discípulos fue Swami Satchidananda.
- Swami Satyananda Sarasvati (1923-2009), fundador de la Bihar School of Yoga y autor de más de 80 libros, entre ellos Asana Pramayana Mudra Bandha. Fue discípulo de Swami Sivananda desde 1943 hasta 1956, año en el que su maestro lo envió a expandir sus conocimientos del yoga, tras lo cual vivió como mendigo durante 9 años viajando por toda la India y, probablemente, otros países. Estableció su escuela en Munger, Bihar, en 1963. Realizó varios viajes a distintos países de occidente, en los que ganó fama como gurú y adeptos para su escuela.
- Tirumalai Krishnamacharya (1888-1989), enseñó en el Mysore Palace desde 1924 hasta 1957, y luego en Madrás hasta su muerte en 1989. Fue maestro de tres influyentes yoguis que difundieron sus ideas por el mundo:
  - Indra Devi (1899-2002): formaba parte de la realeza rusa, fue educada en Occidente y estudió en la India bajo Krishná Nāma Āchārya sólo después de que el majarash (rey) obligó al gurú a aceptar a una mujer en su áshram. Fue una celebridad en Hollywood como gurú de las estrellas de cine. Falleció en Argentina.
  - Sri K. Pattabhi Jois (1915-2009).
  - B. K. S. Iyengar (1918-2014), creador del estilo Iyengar. Tuvo un instituto de yoga en la ciudad india de Pune, el Rammamani Iyengar Memorial Institute.
  - T. K. V. Desikachar: hijo de Krishnanamacharya.
- Paramahansa Yogananda (1893-1952), practicante de Kriyā yoga, enseñó el yoga como la verdad oculta bajo el cristianismo. En 1920 se mudó a Estados Unidos, donde vivió el resto de su vida. En 1925 fundó el Self-Realization Fellowship en Los Ángeles. Su libro Autobiografía de un yogui (1946) sigue siendo un superventas.
- Swami Bua (1898-?), fundó la Sociedad Vedanta Yoga Indo-Estadounidense (1969). Swami Sivananda le dio el título de yoguirash (‘rey del yoga’) y hatha yoga maharash (‘emperador del hatha-yoga’).
- Gopi Krishna (1903-1984) oficinista cachemiro que escribió un superventas autobiográfico[2] acerca de sus experiencias espirituales relacionadas con la serpiente interna Kundalini.
- Swami Satchidananda (1914-2002), fundador del Instituto International Yoga Integral. De mentalidad práctica, en su juventud hizo instalar el primer sistema eléctrico, la bomba de agua y una tienda de fotografía en el āshram de su gurú Swami Sivananda. Lanzado a la fama en Nueva York por Conrad Rooks y Peter Max, en 1966 inició el movimiento Flower power.
- Maharishi Mahesh Yogi (1917-2008), fundador del movimiento de Meditación Transcendental, que se hizo famoso cuando ―a mediados de los años sesenta― The Beatles estudiaron unos días con él en la India.[3]
- P. R. Sarkar (1921-1990), también conocido como Baba, fundador del movimiento Ananda Marga (‘el sendero de la bienaventuranza’, 1955). Basado en el yoga tántrico, sus enseñanzas enfatizaban el servicio social en el contexto de una cultura económica y política («autorrealización y servicio a todos»).
- Swami Gurú Devanand Saraswati Ji Maharaj (?-1990), monje de la Orden Ascética de Shánkara, maestro fundador de Mantra Yoga Meditación y de la SIRD. Discípulo del maestro Mauna Swami, también fue discípulo del shankaracharia Shantanand Saraswati.
- Neem Karoli Baba (?-1973), bhakti del norte de la India, famoso en Occidente por los hippies estadounidenses que viajaban a la India en los años 1960: lo conocieron el escritor Ram Dass, los yoguis Bhagavan Das y Baba Hari Dass, y los músicos Jai Uttal y Krishna Das.
- Swami Sivananada Radha, discípulo canadiense de Swami Sivananda, autor de un libro sobre Hatha yoga. Sus discípulos practican una extrema no violencia.
- Swami Vishnu Devananda (1927-1993), fundador de los Centros Sivananda Yoga Vedanta (1969), se decía la «autoridad mundial» en Hatha yoga y Raya yoga. Le decían el «Swami volador» debido a sus viajes en avión por el mundo.
- Yogui Bhajan (1929-2004), fue un yogui y maestro espiritual, fundador de la organización no gubernamental 3HO y maestro del estilo de yoga kundalini yoga.
- Mata Amritanandamayi (1953-), mujer gurú nacida en Kerala (en el sur de India). En inglés se la conoce como hugging saint (‘la santa que abraza’), porque sus seguidores pasan en fila para abrazarla (a razón de una persona cada 2 segundos, más de 20 000 personas en 12 horas).
- Madre Shaktiananda (1961-), autonombrada Sadhuí Mátayi ('madre santa'); nacida en Estados Unidos.
- Jaggi Vasudev (nacido el 3 de septiembre de 1957), a menudo referido simplemente como Sadhguru, es un yogui indio, místico y autor. Fundó la Fundación Isha, una organización sin fines de lucro que ofrece programas de yoga en todo el mundo y participa en actividades de divulgación social, educación e iniciativas medioambientales. Sus libros han aparecido en la lista de libros más vendidos de The New York Times en múltiples categorías como "Salud", "Religión, espiritualidad y fe", y "Consejos, procedimientos y misceláneos". Sadhguru recibió el premio civil Padma Vibhushan otorgado por el Gobierno de la India en 2017 en reconocimiento a su contribución al campo de la espiritualidad.